# Holomenopon leucoxanthum
Holomenopon leucoxanthum är en insektsart som först beskrevs av Hermann Burmeister 1838.  Holomenopon leucoxanthum ingår i släktet vinglöpare, och familjen spolätare. Arten är reproducerande i Sverige. Inga underarter finns listade i Catalogue of Life.